# Djépichté
Djépichté (en macédonien Џепиште) est un village de l'ouest de la Macédoine du Nord, situé dans la municipalité de Debar. Le village compte 499 habitants en 2002. Ils sont majoritairement turcs.

## Démographie
Lors du recensement de 2002, le village compte :
- Turcs : 276
- Macédoniens : 105
- Albanais : 96
- Autres : 22